# Neon Abyss
Neon Abyss è un videogioco shoot 'em up a scorrimento laterale con elementi roguelike sviluppato da Veewo Games e pubblicato per PlayStation 4, Xbox One, Nintendo Switch e Microsoft Windows il 14 luglio 2020, con lo sviluppatore di videogiochi britannico Team17 come editore principale. Neon Abyss ha ricevuto un'accoglienza generalmente positiva da parte della critica.

## Trama
I giocatori assumono il ruolo di un membro della "Grim Squad", un gruppo di mercenari assoldato da un individuo che si identifica come Ade, il dio greco degli Inferi, con l'obiettivo di vendicarsi della Titan Corp. colpevole di avergli sottratto i poteri; per fare ciò dovranno sconfiggere un insieme di "Nuovi Dei" creati dalla Titan Corp. come le divinità del Makeup, Fast food e dell'Internet.  

## Modalità di gioco
Nel gioco sono presenti 4 difficoltà selezionabili prima di ogni partita: facile, normale, difficile e abissale (sbloccabile dopo aver finito una partita in modalità difficile). Più alta sarà la difficoltà e maggiori punti vita avranno i mostri nemici, rendendoli anche più veloci e aggressivi. La difficoltà non può essere cambiata durante una partita, ma solamente prima di scendere nell'abisso.
L'obiettivo di ogni partita è completare almeno sette livelli battendo i relativi boss. È anche possibile, ma non obbligatorio, affrontare dei livelli extra se si soddisfano determinate condizioni giocando. I livelli dal 6 in poi vanno sbloccati battendo quello precedente prima di essere affrontabili per la prima volta, dopodiché saranno sempre necessari per finire una partita. Nel gioco è presente una meccanica di "morte permanente" tipica dei giochi roguelike per la quale ogni volta che si muore si dovrà ricominciare da capo una nuova partita in una versione dell'abisso generata casualmente. È anche possibile, prima di scendere nell'abisso, selezionare un "seme" di generazione del mondo in modo da affrontare sempre la stessa conformazione dei livelli. 
Ogni livello è composto da più stanze generate proceduralmente. Per ogni livello è sempre presente una stanza mercato, in cui è possibile spendere i soldi ottenuti sconfiggendo i nemici in cambio di potenziamenti, una stanza contenente un oggetto gratuito e una stanza sfida. Alla fine del livello si troverà la stanza del boss, scelto casualmente nei primi 4 livelli. Dal quinto livello in poi invece i boss saranno sempre nello stesso ordine e non sarà più possibile tornare indietro una volta entrati nella loro arena. Ogni boss rilascia alla morte un oggetto casuale e un quantitativo variabile di gemme fede, usate per sbloccare nuovi oggetti, stanze o personaggi tra una partita e l'altra. 
I giocatori potranno anche trovare delle uova nelle stanze che, se raccolte, inizieranno a seguire il personaggio finché non si schiuderanno. Schiudendosi c'è una possibilità che rilascino un compagno con bonus unici che continuerà ad orbitare intorno al protagonista. Al contrario degli oggetti presi nelle camere oggetto o in quelle sfida i compagni non hanno durata infinita e possono morire se non difesi adeguatamente. Alla morte daranno un bonus speciale al giocatore prima di scomparire. 
Nel corso della partita sarà fondamentale gestire le risorse quali chiavi, soldi, bombe (necessarie all'apertura delle stanze segrete) e cristalli che servono sia per utilizzare alcune abilità che come valuta per aprire determinati tipi di scrigni e porte. 
Tra una partita e l'altra sarà possibile sbloccare nuovi oggetti o stanze grazie alle gemme fede e decidere quali armi e/o oggetti bandire dalle future partite a costo di disabilitare, in caso se ne selezioni un numero eccessivo, lo sblocco degli obiettivi.

## Personaggi
All'interno del gioco sono presenti 10 diversi personaggi giocabili, ognuno con statistiche, abilità e oggetti iniziali differenti. 
| Nome    | Abilità | Cuori | Chiavi | Bombe |
| ------- | --- | ----- | ------ | ----- |
| Wade    | Nessuna, è il personaggio di default. | 3     | 1      | 1     |
| Anna    | Può attaccare in corpo a corpo con un coltello. | 4     | 1      | -     |
| Matt    | Può effettuare una capriola in avanti. | 3     | -      | -     |
| Lucas   | Può piazzare una mina con una possibilità che esploda all'istante. | 3     | -      | -     |
| R-6     | Non può ottenere contenitore di cuori. Inizia con 4 scudi. Può leggere la descrizione degli oggetti prima di raccoglierli                                                 | -     | 1      | 1     |
| James   | Può portare con sé due armi e scambiarle premendo un pulsante. | 2     | 1      | -     |
| Ming    | Può prevedere come si schiuderà un uovo e bloccare la loro schiusa. | 3     | 1      | -     |
| Zack    | Può scattare in avanti arrecando danni in corpo a corpo ai nemici sulla sua traiettoria.                                                                                  | 2     | -      | -     |
| Sayadlc | Può passare dall'arma a distanza ad una katana. | 4     | -      | -     |
| Amirdlc | Può leggere la descrizione degli oggetti prima di raccoglierli. Perde un contenitore di cuori per ogni livello completato. Quando non ha più contenitori inizia a volare. | 5     | -      | 1     |

## Sviluppo e pubblicazione
Neon Abyss è sviluppato da Veewo Games, uno studio di sviluppo di giochi indipendente fondato nel 2011 e con sede a Xiamen, in Cina . Prima di Neon Abyss, Veewo Games era principalmente impegnata nello sviluppo di giochi per dispositivi mobili, con diversi titoli pubblicati sul Google Play Store.
Neon Abyss è stato pubblicato per Microsoft Windows, Nintendo Switch, PlayStation 4, Xbox One il 14 luglio 2020. Team17 è l'editore del gioco per tutte le piattaforme nella maggior parte delle regioni e dei territori, mentre Yooreka Studio è l'editore per il mercato cinese continentale. Il gioco ha ricevuto 3 DLC post-lancio: l'Alter Ego Pack 2021 che introduce nuove abilità e aspetti per tutti i personaggi, il Lovable Rogues pack che aggiunge due nuovi personaggi giocabili e il Chrono Trap pack che aggiunge nuove modalità e boss.
Il gioco è stato distribuito sul Microsoft Gamepass il 14 luglio 2020 in contemporanea sia su PC che Xbox.

## Accoglienza
Il gioco ha ricevuto recensioni generalmente positive. Ha una valutazione di 74/100 per la versione PC, una valutazione di 80/100 per la versione PS4, una valutazione di 81/100 per la versione Xbox One e una valutazione di 79/100 per la versione Nintendo Switch.
Tommaso Valentini di Multiplayer.it, nella sua recensione, definisce la formula di Neon Abyss «vincente ma priva di creatività» e lamenta cali di frame nelle situazioni più concitate per la versione Xbox One.